# Stampede de Sioux Falls
Pour les articles homonymes, voir Stampede.
Le Stampede de Sioux Falls est une franchise de hockey sur glace situé à Sioux Falls dans l'État du Dakota du Sud aux États-Unis. Elle évolue dans la division Ouest de l'USHL.

## Historique
L'équipe est créé en 1999. Elle est championne de la saison régulière en 2006 et de l'USHL en 2007.